# YouVersion
YouVersion (auch als Bible.com oder Bibel App bekannt) ist eine Bibelsoftware für Android, iOS (auch für Apple Watch), Windows Phone, Windows und andere Betriebssystemen. Die YouVersion-Bibel-App verfügt über 2059 Bibelübersetzungen in über 1397 Sprachen, Hörbibeln für beliebte Versionen, Offline-Funktionen, sowie hunderte Bibel-Pläne zu bestimmten Themen und Andachten.

## Geschichte
Ein Team um die US-amerikanischen Pastoren, Vordenker und Erfinder Craig Groeschel und Bobby Gruenewald von Life-Church startete YouVersion 2008. Im November 2013 wurde die Bibel App für Kinder eingeführt. 13 Monate später hatte die App 5 Millionen Installationen in 6 Sprachen. YouVersion wird durch Life.Church und Spender finanziert. Es wird von mehr als 20 Vollzeit-Mitarbeiter und mehr als 400 Freiwilligen besetzt.
Im April 2014 veröffentlichte YouVersion Version 5 der Bibel-App, die Community-Funktionen und Bibel-Diskussionen einfuhr. Die Bibel App wurde mehr als 420 Millionen Mal heruntergeladen.
Im April 2022 umfasste die Bibel-App 2.724 verschiedene Bibel- und Bibelteilübersetzungen in 1.814 Sprachen, die von knapp 520 Millionen Nutzern installiert und verwendet wurde.

## Bibel-App-Features
- Hörbibel: Manche Bibelübersetzungen sind auch als Hörbuch verfügbar
- diverse Lesemodi: Online- und Offline-Bibeln lesen. Die App verfügt über einen Nachtmodus und die Auswahl von Schriftarten und Schriftgröße. Es ist darüber hinaus möglich, zwei Bibelübersetzungen nebeneinander anzuzeigen, um einen Bibeltext in unterschiedlichen Übersetzungen vergleichen zu können.
- Lesepläne: Eigene oder vorgefertigte Bibellesepläne der ganzen Bibel, Teile davon oder thematisch. Man kann sie auch "für später speichern".
- Personalisierung: Notizen, Lesezeichen, Abzeichen und Markierungen.
- Suchfunktion: Die Suchfunktion benötigt Internetzugang.
- Synchronisierung: Lesepläne, Lesezeichen, Notizen werden mit einem kostenlosen YouVersion-Konto auf allen Plattformen synchronisiert. Erstelle Notizen für Abschnitte können privat behalten oder mit Anderen geteilt werden.
- Community: Bibelverse und Leseplan-Fortschritte auf Twitter und Facebook oder auch per E-Mail oder SMS teilen.
- Offline-Nutzung: Einige Bibelversionen stehen zum Download zur Verfügung. Die eigenen Notizen, Lesezeichen und Markierungen sind auch offline verfügbar.
- Videos zur Einführung ins Alte und Neue Testament, sowie einen Jesusfilm
- Veranstaltungsanzeiger wenn der aktuelle Standort aktiviert ist, können Veranstaltungen in der Nähe angezeigt werden
- Gebetsliste Die Nutzer der App können Gebete einstellen und ihre Freunde ermuntern für ihr Anliegen mitzubeten. Die Beter können ihr Gebet mit der Beten Taste bestätigen und sehen wer noch mitgebetet hat.

## Deutsche Bibelübersetzungen
| Bibelübersetzung (12)                                    | Abkürzung | Hörbibel (3) |
| -------------------------------------------------------- | --------- | ------------ |
| Lutherbibel 1912                                         | DELUT     | Ja           |
| Darby Unrevidierte Elberfelder                           | ELB       |              |
| Elberfelder 1871                                         | ELB71     |              |
| Elberfelder Übersetzung (Version von bibelkommentare.de) | ELBBK     |              |
| Albrecht NT und Psalmen                                  | GANTP     |              |
| Hoffnung für alle                                        | HFA       | Ja           |
| luther.heute                                             | LUTHEUTE  | Ja           |
| NeÜ bibel.heute                                          | NBH       | Ja           |
| Neue Genfer Übersetzung                                  | NGU2011   |              |
| Schlachter 2000                                          | SCH2000   |              |
| Schlachter 1951                                          | SCH51     |              |
| Textbibel von Kautzsch und Weizsäcker                    | TKW       |              |